# Formula 1 97
Formula 1 97 (в США вышла под названием Formula 1 Championship Edition) — это компьютерная игра в жанре автосимулятора, выпущенная на платформах PlayStation и Windows разработчиками из Bizarre Creations и изданная Psygnosis, является второй игрой линейки Formula One. Релиз игры на платформе Playstation состоялся 26 сентября 1997 года в Европе, 30 сентября в Северной Америке и 15 января 1998 в Японии. Позднее в 1998 году игра появилась на Windows. Игра основывается на сезоне 1997 Формулы-1. Впервые для этой серии на обложке появились реальные пилоты: Михаэль Шумахер за рулём Ferrari был изображён в большинстве стран, Оливье Панис и его Prost оказались на обложке французского издания, а на обложку японской версии игры попал Жан Алези, который тогда выступал за Benetton.